# Ludwig van Beethoven (1954)
Ludwig van Beethoven ist der Titel eines Dokumentarfilms des DEFA-Studios für Wochenschau und Dokumentarfilm aus dem Jahr 1954 über den gleichnamigen Komponisten.

## Inhalt
Der Film beschreibt chronologisch wichtige Lebensstationen von Ludwig van Beethoven. Gezeigt werden neben Stadt- und Landschaftsaufnahmen von Beethovens Wirkungsstätten auch Noten und Dokumente von seiner Hand sowie Porträts Beethovens und seiner Zeitgenossen. Dazwischen werden Ausschnitte aus Aufführungen seiner Werke gezeigt.
Der Film ordnet Beethovens Leben in die historischen Ereignisse ein, wobei ein Schwerpunkt auf der Französischen Revolution und den Napoleonischen Kriegen liegt. Dargestellt werden soll er als politisch engagierter Künstler, dem das Schicksal der einfachen Leute am Herzen lag. Die letzten Minuten des Films konzentrieren sich auf Beethovens Nachwirkung bis in die Gegenwart des Films. 

## Produktion und Veröffentlichung
Die Premiere des Films war am 1. Juni 1954, am 2. Juli lief er in den Kinos der DDR an, in der Sowjetunion am 24. Januar 1955.
Eine Aufführung in der Bundesrepublik wurde beantragt, jedoch zweimal (1954 und 1957) vom Interministeriellen Ausschuss für Ost-West-Filmfragen abgelehnt. Bei der zweiten Ablehnung wurde dies mit der „entstellt[en]“ und „irreführend[en]“ Darstellung von Beethovens Leben begründet, der nach Ansicht des Ausschusses zum „Vorkämpfer der kommunistischen Revolution gestempelt“ werde.
Die Musikwissenschaftler Karl Laux und Eberhard Rebling sowie der Komponist Marcel Rubin fungierten bei dem Film als wissenschaftliche Berater.
2019 wurde der Film mit Unterstützung durch das Förderprogramm Filmerbe digitalisiert. 2021 erschien er, zusammen mit dem biografischen Spielfilm Beethoven – Tage aus einem Leben auf DVD.

## Musik
Die Musik im Film wurde von der Berliner Staatskapelle, der Dresdner Staatskapelle, dem Leipziger Gewandhausorchester, dem Sinfonieorchester Leipzig des staatlichen Rundfunkkomitees sowie dem Moskauer Beethoven-Quartett eingespielt. Es dirigierten Hermann Abendroth, Heinz Bongartz, Franz Konwitschny, Hermann Scherchen, Rudolf Kempe und Gerhard Pflüger.

## Rezeption
„[S]orgfältig erarbeitet und gestaltet. Trotz einiger tendenziöser Textpassagen, die der historischen Sicht der 50er-Jahre geschuldet sind, ein vielseitig informierender Film.“

## Auszeichnungen
Stephan Hermlin, Max Jaap und Eberhard Rebling wurden für den Film mit dem Nationalpreis der DDR III. Klasse für Kunst und Literatur ausgezeichnet.